# Felton Head
Felton Head är en udde i Antarktis. Den ligger i Östantarktis. Australien gör anspråk på området.
Terrängen inåt land är kuperad åt sydväst, men åt sydost är den platt. Havet är nära Felton Head åt nordost.  Trakten är obefolkad. Det finns inga samhällen i närheten.